# Dona'm deu raons
Dona'm deu raons (títol original en anglès: 10 Items or Less) és una pel·lícula estatunidenca estrenada el 2006. Escrita i dirigida per Brad Silberling i protagonitzada per Morgan Freeman i Paz Vega. Rodada en quinze dies Dona'm deu raons es va estrenar en format digital: es podia descarregar des d'Internet, mentre estava encara a sales.
ClickStar, fundada per Morgan Freeman, va deixar disponible digitalment el film el 15 de desembre de 2006, catorze dies després de la seva estrena a sales. Aquest esdeveniment va ser subratllat per l'American Film Institute en els Premis AFI 2006
Tot i que la pel·lícula no va ser estrenada al cinema en català, sí que ha tingut estrena en llengua catalana a la sortida del seu DVD.

## Argument
Un actor, preparant-se per a un paper, coneix una venedora d'una botiga de comestibles. Els dos descobreixen els seus mons respectius.

## Repartiment
- Morgan Freeman: Him
- Paz Vega: Scarlet
- Jonah Hill: el nen
- Alexandra Berardi: Mop Lady
- Bobby Cannavale: Bobby
- Jennifer Echols
- Leonardo Nam: venedor nen
- Vivianne Nacif: narradora
- Kumar Pallana: Lee
- Danny DeVito: Gros D.

## Al voltant de la pel·lícula
- Dona'm deu raons és la primera producció en la història del cinema que, abans de finalitzar la seva difusió a les sales de cinema, va ser legalment descarregable a internet.
- L'empresa americana Clickstar, una empresa participada per Morgan Freeman, el productor Lori McCreary i Intel, ha distribuït una còpia digital el 15 de desembre de 2006, només 14 dies després de l'estrena en el cinema. La utilització d'aquesta oferta va ser tanmateix limitada als usuaris americans. L'American Film Institute ha reconegut aquest fet en la seva retrospectiva anual com un dels principals esdeveniments de la història del cinema per a l'any 2006.[4]

## Rebuda
La pel·lícula es va estrenar a només quinze sales, aconseguint 35.929 dòlars el primer cap de setmana. El total als EUA va pujar a 83.291. La pel·lícula va tenir més èxit internacionalment, guanyant en total 1.315.931 a la taquilla estrangera, i 486.895 a Espanya.